# Eastern Delivery System
Eastern Delivery System (EDS) – трубопровідна система, котра забезпечує транспортування зріджених вуглеводневих газів (ЗВГ) у прикордонних районах канадської провінції Онтаріо та штату Мічиган.
Головна ділянка трубопроводу пов’язує між собою розташовані на території Онтаріо установку фракціонування у Сарнії (почала роботу в 1970-му) та підземне сховище ЗВГ у Віндзорі (відкрите в 1973-му). Тут проклали лінію довжиною 134 км, виконану в діаметрі 250 мм (за винятком ділянки на підході до Сарнії, котра має діаметр 300 мм).
Оскільки Eastern Delivery System є бідирекціональною, то по ній не лише транспортували у південному напрямку фракціоновані пропан та бутан, але й перекачували на північ інший вуглеводневий газ – етан. Його джерелом виступав трубопровід Cochin Pipeline, котрий з 1979 подавав продукцію із Альберти до Віндзора. При цьому партії етану (а також суміш, котра виникала в момент початку та завершення перекачування ще одного газу – етилену) могли до подачі у EDS зберігатись в кавернах сховища Віндзор. Отримувачами етану виступали установки парового крекінгу, розташовані у Сарнії та Корунні (до останньої за 11 км від Сарнії відходила лінія діаметром 250 мм).
За допомогою бічних відгалужень систему сполучили із інфраструктурними об'єктами у штаті Мічиган – підземними сховищами у Сент-Клер та Вудхейвені. До останнього подається бутан категорії «refinery grade», котрий повинен містити не менше 50% власне бутану та до 50% ізобутану, до яких можуть бути домішані пентан (до 20%), пропан, гексан (в обох випадках до 5%) і олефіни (до 10% бутилену, до 5% пропілену).
На заході Eastern Delivery System також сполучається із Kalkaska Pipeline, котрий подає певні обсяги етану із розташованого у Мічигані газопереробного заводу Калкаска (у другій половині 2010-х – біля 1,5 тисячі барелів на добу).
Загальна потужність всіх ділянок Eastern Delivery System становить 150 тисяч барелів вуглеводнів на добу.
В 2007 році через поганий технічний стан Cochin Pipeline прокачування по ньому етану припинилось. У 2018-му його остання ділянка стала частиною нового трубопроводу Utopia Pipeline, котрий подає для нафтохімічної промисловості Онтаріо етан, видобутий в районах «сланцевого» газовидобутку в Аппалачах. Втім, для подальшого транспортування етану від Віндзору вирішили задіяти трубопровід Windsor-Sarnia Pipeline, котрий раніше перекачував отриманий з Альберти етилен, проте з 2006-го (після виявлення проблем із Cochin Pipeline) простоював.